# Pafnuti Lvovič Čebišov
Pafnuti Lvovič Čebišov [pafnúti lvôvič čebíšov] (rusko Пафну́тий Льво́вич Чебышёв), ruski matematik in mehanik, * 14. maj 1821, Okatovo, Kalužanska gubernija, Ruski imperij (sedaj Rusija), † 26. november 1894, Sankt Peterburg, Ruski imperij (sedaj Rusija).

## Življenje in delo
Pafnuti Čebišov (ali tudi Pafnucij Čebišev) je imel sestro Olgo Lvovno. Sicer je večinoma rabil priimek Čebišev, in je tako tudi najbolj znan, vendar bi bilo treba po njegovih lastnih besedah pisati Čebišov.
Leta 1841 je Čebišov končal Fizikalno-matematično fakulteta na Univerzi v Moskvi. Leta 1846 je opravil magisterij z nalogo Poskus osnovne analize teorije verjetnosti (Опыт элементарного анализа теории вероятностей). Naslednje leto je odšel v Sankt Peterburg, kjer je leta 1860 postal profesor.
Njemu na čast se imenujejo polinomi Čebišova pri krožnih funkcijah. Če je v enačbi:
{\displaystyle \cos(n\;{\hbox{arc}}\;\cos x)=2^{n-1}T_{n}(x)\!\,}
pri n ≥ 1 ali tudi za n, ki ni celo število, kjer je {\displaystyle T_{n}(x)} določen z:
{\displaystyle T_{n}(x)={\left(x+{\sqrt {x^{2}+1}}\right)^{n}+\left(x-{\sqrt {x^{2}-1}}\right)^{n} \over 2^{n}}\!\,}
n celo število, je {\displaystyle T_{n}(x)} eksplicitno polinom Čebišova  1. reda v x:
{\displaystyle 2^{n-1}T_{n}(\cos \alpha )=\cos n\alpha \!\,.}
Polinom Čebišova 2. reda je dan z:
{\displaystyle U_{n}(\cos \alpha )={\sin(n+1)\alpha  \over \sin \alpha }\!\,}
pri celem n.
V analogni elektroniki obstaja družina filtrov z imenom »filtri Čebišova«.
Čebišov je znan po svojem delu na področju verjetnosti in statistike. Neenakost Čebišova govori o verjetnosti  slučajne spremenljivke, katere standardni pogrešek a ni večji kot 1/a2 od njene srednje vrednosti. Če je μ srednja vrednost (ali pričakovana vrednost) in σ standardni pogrešek, potem se neenačba glasi:
{\displaystyle P(\left|X-\mu \right|>a\sigma )\leq {\frac {1}{a^{2}}}\!\,}
za poljubno realno število a. Neenakost Čebišova se uporabi pri dokazu šibke oblike zakona velikih števil in izreka Bertranda-Čebišova (1845|1850).
Čebišov je ugotovil oceno za funkcijo π(ξ), število praštevil:
{\displaystyle {92129\xi  \over 10^{5}\log \xi }<\pi (\xi )<{221111\xi  \over 2.10^{5}\log \xi }\!\,,}
za katero je Gauss domneval, da velja:
{\displaystyle \pi (\xi )\cong \int _{2}^{\xi }{dt \over \log t}\!\,.}

## Priznanja

### Poimenovanja
Po njem se imenuje asteroid 2010 Čebišov (2010 Chebyshev) in udarni krater Čebišov (Chebyshev) na Luni.